# Zapoteco de Tilquiápam
O zapoteco de Tilquiápam (Zapoteco de San Miguel Tilquiápam) é uma língua zapoteca, falada no sul de Oaxaca, no México.
O zapoteco de Santa Inés Yatzechi é próximo o suficiente para ser considerado um dialeto, e o zapoteco de Ocotlán também está próximo. Eles foram medidos em 87% e 59% de inteligibilidade, respectivamente, em teste de texto gravado.

## Fonologia

### Vogais
|         | Anterior | Central | Posterior |
| ------- | -------- | ------- | --------- |
| Fechada | i        | ɨ       | u         |
| Média   | ɘ        | ɘ       | o         |
| Aberta  | a        |         |           |

Cada vogal também pode ser glotalizada, um fenômeno que se manifesta como voz rangente ao longo da vogal ou, mais comumente, como uma sequência de uma vogal e uma oclusão glótica opcionalmente seguida por um eco da vogal.

### Consoantes
|             |           | Bilabial | Bilabial | Dental/ Alveolar | Dental/ Alveolar | Pót- alveolar | Pót- alveolar | Palatal | Palatal | Velar       | Velar       | Velar | Velar |
| plamo       | plamo     | Bilabial | Bilabial | Dental/ Alveolar | Dental/ Alveolar | Pót- alveolar | Pót- alveolar | Palatal | Palatal | labializado | labializado |       |       |
| ----------- | --------- | -------- | -------- | ---------------- | ---------------- | ------------- | ------------- | ------- | ------- | ----------- | ----------- | ----- | ----- |
| Nasal       | Nasal     | m        | m        | nː n             | nː n             |               |               |         |         |             |             |       |       |
| Plosivo     | Plosivo   | pː       | b        | tː               | d                | tːʃ           | dʒ            |         |         | kː          | ɡ           | kːʷ   | ɡʷ    |
| Fricativo   | Fricativo |          |          | sː               | z                | ʃː            | ʒ             |         |         |             |             |       |       |
| Aproximante | central   |          |          |                  |                  |               |               | j       | j       |             |             |       |       |
| Aproximante | lateral   |          |          | l͡d l             | l͡d l             |               |               |         |         |             |             |       |       |

Tal como acontece com outras línguas zapotecas, a distinção primária entre pares consonantais como /t/ e /d/ não é de voz, mas entre fortis e lenis, respectivamente, com voz sendo um correlato fonético. Existem duas exceções a isso no zapoteco de Tilquiápam: 
- O contraste entre fortis /nː/ e lenis /n/
- O contraste entre fortis /ld/ e lenis /l/

Nenhum deles é surdo, mas /nˑ/ é pronunciado um pouco mais e /ld/ substitui /l/ em certos verbos causais de maneira semelhante a outras mudanças consonantais fortis/lenis (por exemplo, [blaˀa] 'soltar' vs. [bldaˀa] 'solte').

## Localização geográfica
O zapoteco de Tilquiápam é falado na cidade de San Miguel Tilquiápam e no distrito de Ocotlán, no estado central de Oaxaca, México.

## Utilização
Em 2007, o zapoteco de Tilquiápam era falado por cerca de 5.000 pessoas, 900 das quais eram monolíngues, as demais também falavam espanhol em particular. Professores bilíngues estão disponíveis nas escolas. A variedade era falado por cerca de 5.000 pessoas, 900 das quais eram monolíngues, as demais também falavam espanhol em particular.

## Inteligibilidade com variedades zapotecas
Os falantes de zapoteco de Tilquiápam têm uma inteligibilidade de 87% com a variedade zapoteca de Santa Inés Yatzechi, 65% com a variedade zapoteca de Chichicapan, 59% com a variedade zapoteca de Ocotlán e 45% com a variedade zapoteca de San Juan Guelavía.